# Lohrberger Hang

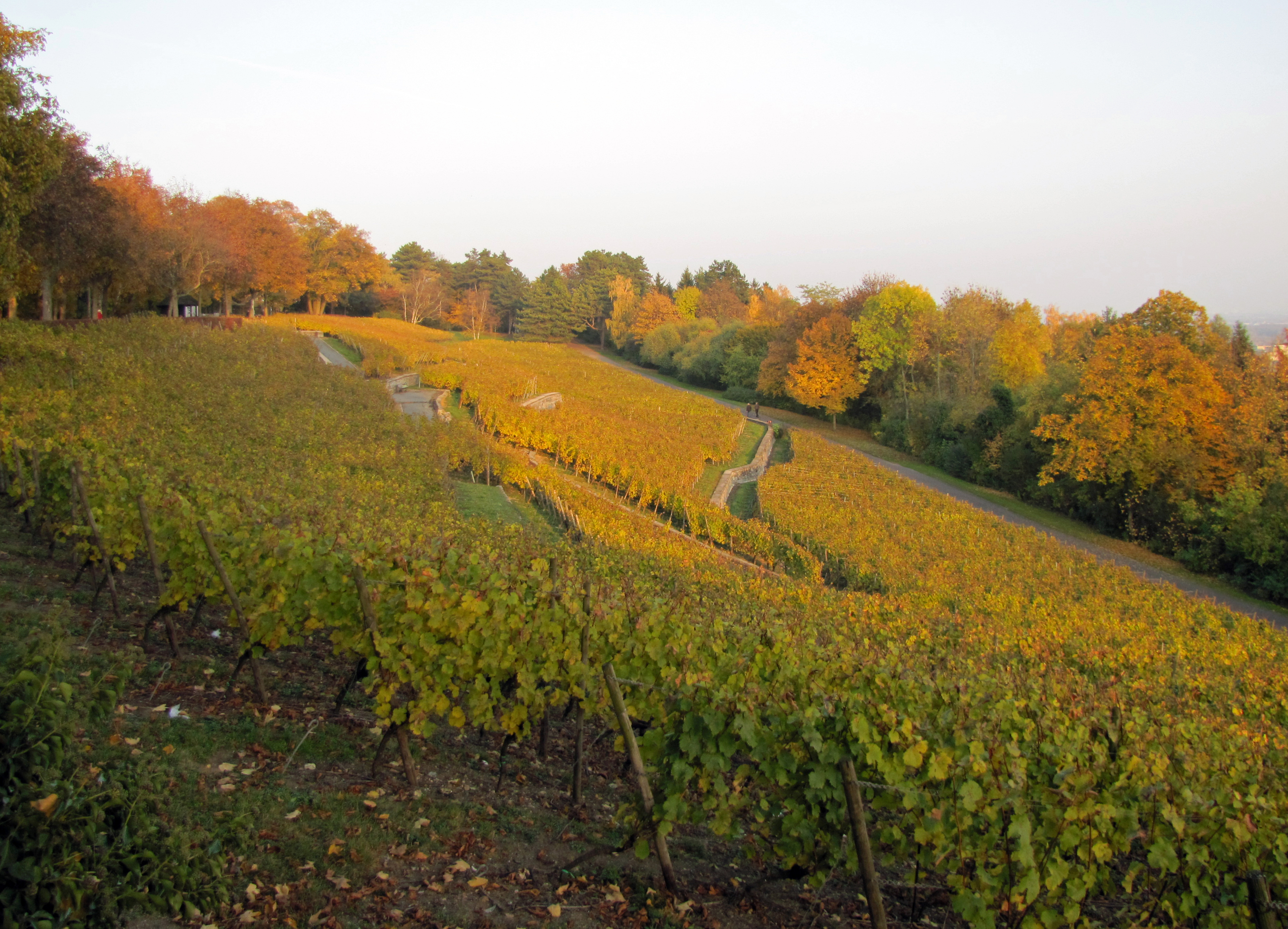
Blick von der kleinen Rotunde im Lohrpark auf den Weinberg Lohrberger Hang

Der Lohrberger Hang in Frankfurt am Main, dessen Rebfläche im Jahr 1971 unter der Nummer 06 112 000/1 in die Weinbergrolle eingetragen wurde, bildet die mit 1,3 Hektar Rebfläche eine der kleinsten und, abgesehen vom Böddiger Berg in Nordhessen, die östlichste Weinlage im Bestimmten Anbaugebiet Rheingau und in Hessen. Der Lohrberger Hang wird vom Weingut der Stadt Frankfurt am Main in Hochheim am Main bewirtschaftet.

## Geographische Lage

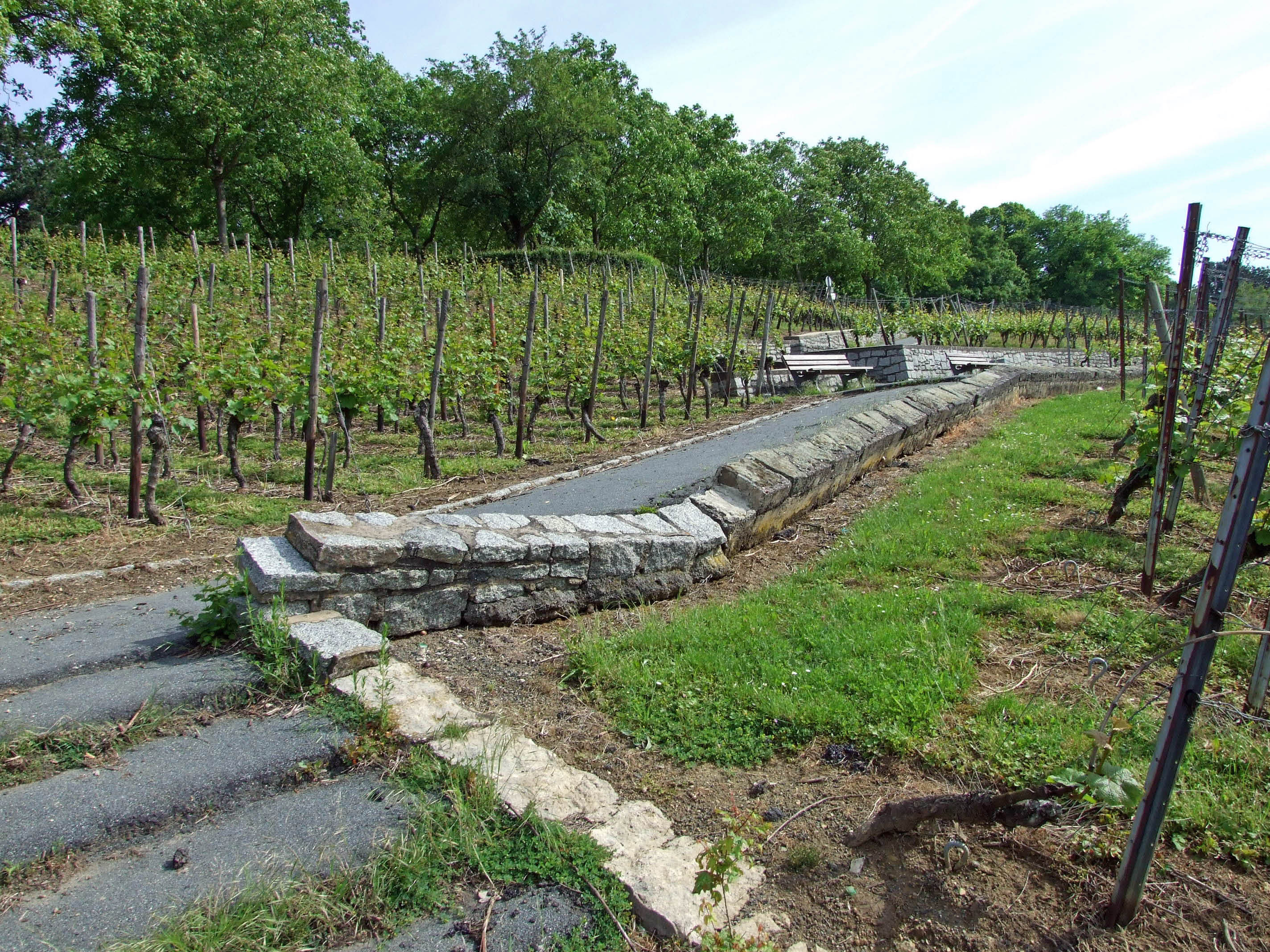
Hangbewegung

Der Weinberg ist der einzig verbliebene innerhalb des Stadtgebietes von Frankfurt am Main und befindet sich im nordöstlich gelegenen Stadtteil Seckbach innerhalb des 1924 angelegten Lohrparks auf dem zum Berger Rücken zählenden Lohrberg. Der Weinberg befindet sich in Südhanglage und erhält daher viel Sonne.

## Charakterisierung
Der Weinberg Lohrberger Hang kann sowohl zu Fuß als auch per Fahrrad auf Spazierwegen umrundet werden, die teils asphaltiert und teils mit Sand bestreut sind. Für Fußgänger führt auch ein von Stufen unterbrochener Weg quer durch den Weinberg. Dieser Weg ist im Spätsommer geschlossen, wenn die Trauben ihre Reife erreichen und die Beerenlese bevorsteht. Aber auch im Winter, bei Glätte und Unfallgefahr.
Die Weinlese im Oktober wird mit knapp 50 Personen durchgeführt, die Hauptlese meist innerhalb eines Tages. Im Anschluss können die Helfer bereits abgefüllten Wein aus den Vorjahren verkosten, zudem gibt es an langen Tischen gleich auf dem Weinberg Lohrberger Hang eine zünftige Brotzeit. Die meisten Helfer verfügen über eine langjährige Erfahrung, Geschick und Sorgfalt sind bei der Lese unbedingt erforderlich.
Aus den Trauben des 1,3 Hektar umfassenden Weinberges werden jährlich rund 10.000 Flaschen Riesling gewonnen, der meist trocken ausgebaut wird, teilweise auch halbtrocken. In guten Jahren sind auch Spätlesen und Auslesen möglich. Aufgrund der relativ geringen Anzahl von Flaschen pro Jahr ist der Wein recht begehrt.
Bei der Hessischen Landesweinprämierung erhalten die Riesling-Weine des Lohrberger Hangs regelmäßig Auszeichnungen.
Der Frankfurter Lohrberger Hang Riesling wird bei entsprechenden Anlässen im Frankfurter Rathaus Römer ausgeschenkt, bevorzugt an wichtige Gäste der Stadt. Der Wein wird jedoch in der an den Römer grenzenden Limpurger Gasse auch frei verkauft. Der Eingang zum städtischen Weinverkauf liegt im Portal des Hauses Silberberg, durch das man zum Römerhöfchen gelangt.
Ein Ausschank und Verkauf der Flaschenweine findet auch direkt auf dem Lohrberg statt, so in dem Gartenlokal Lohrbergschänke und im ÄppelBistro des MainÄppelHauses.

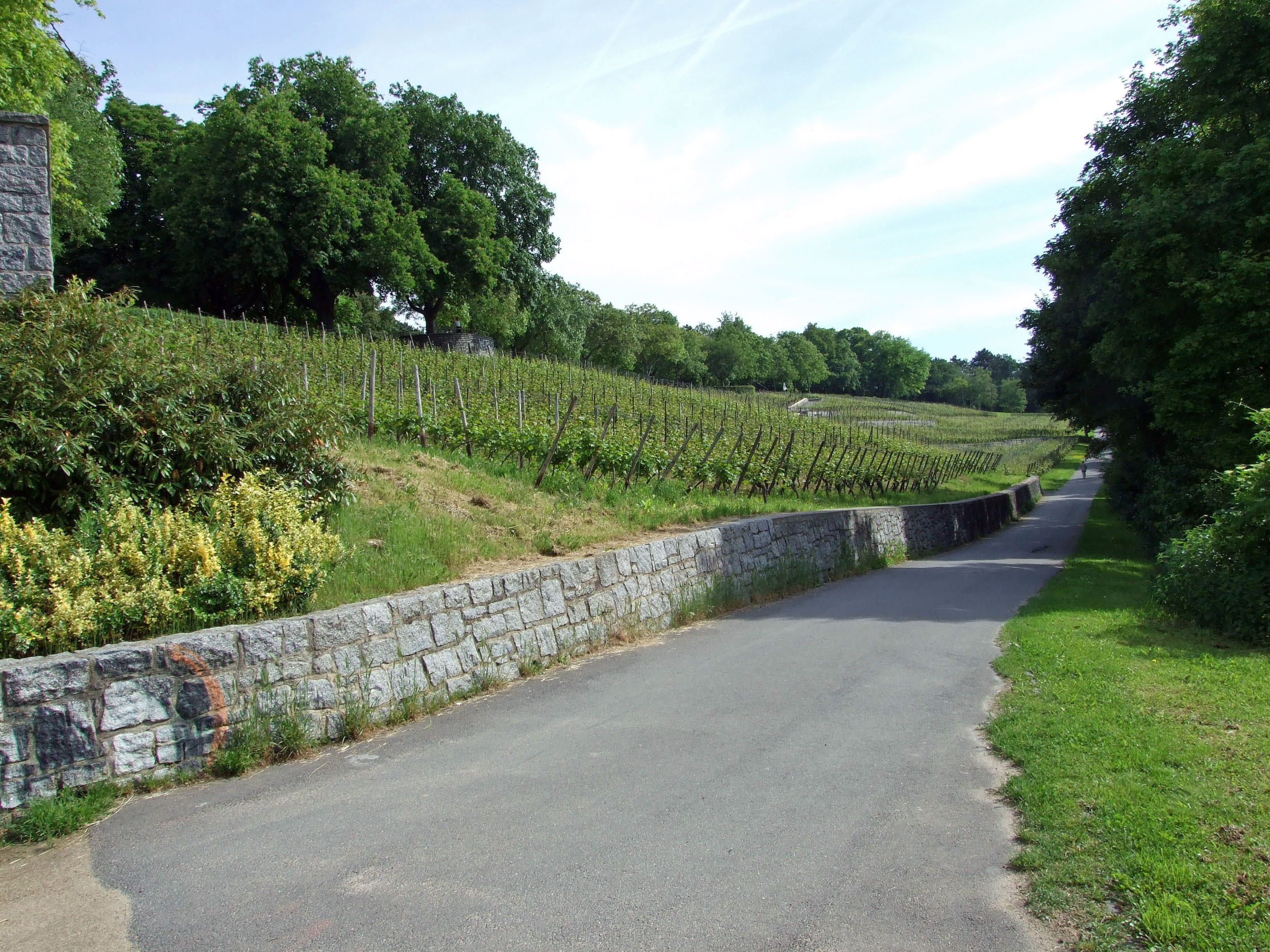
Der Lohrberger Hang im Mai 2009
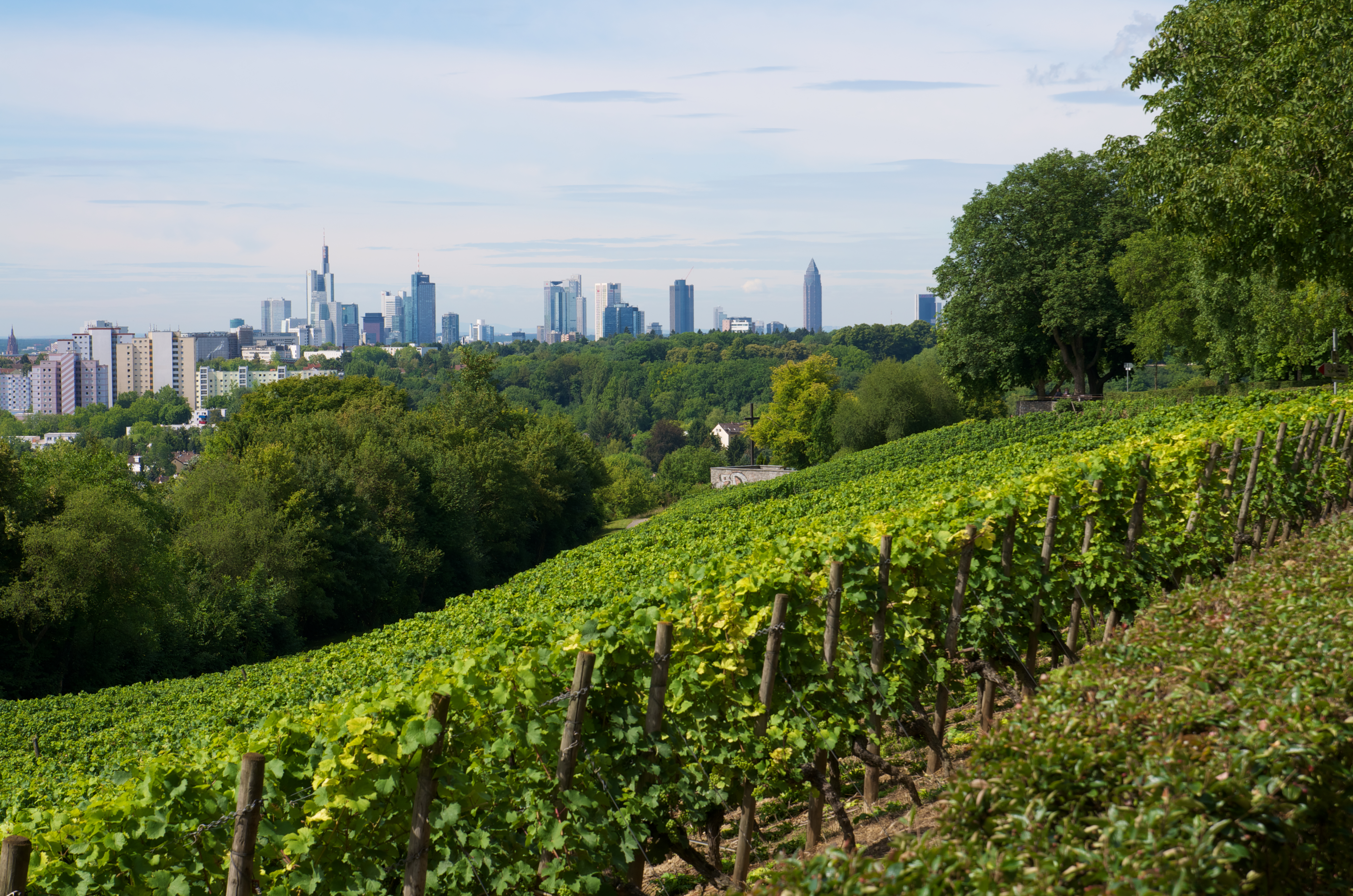
Blick über den Weinberg auf Teile Seckbachs und der Innenstadt, Juli 2011
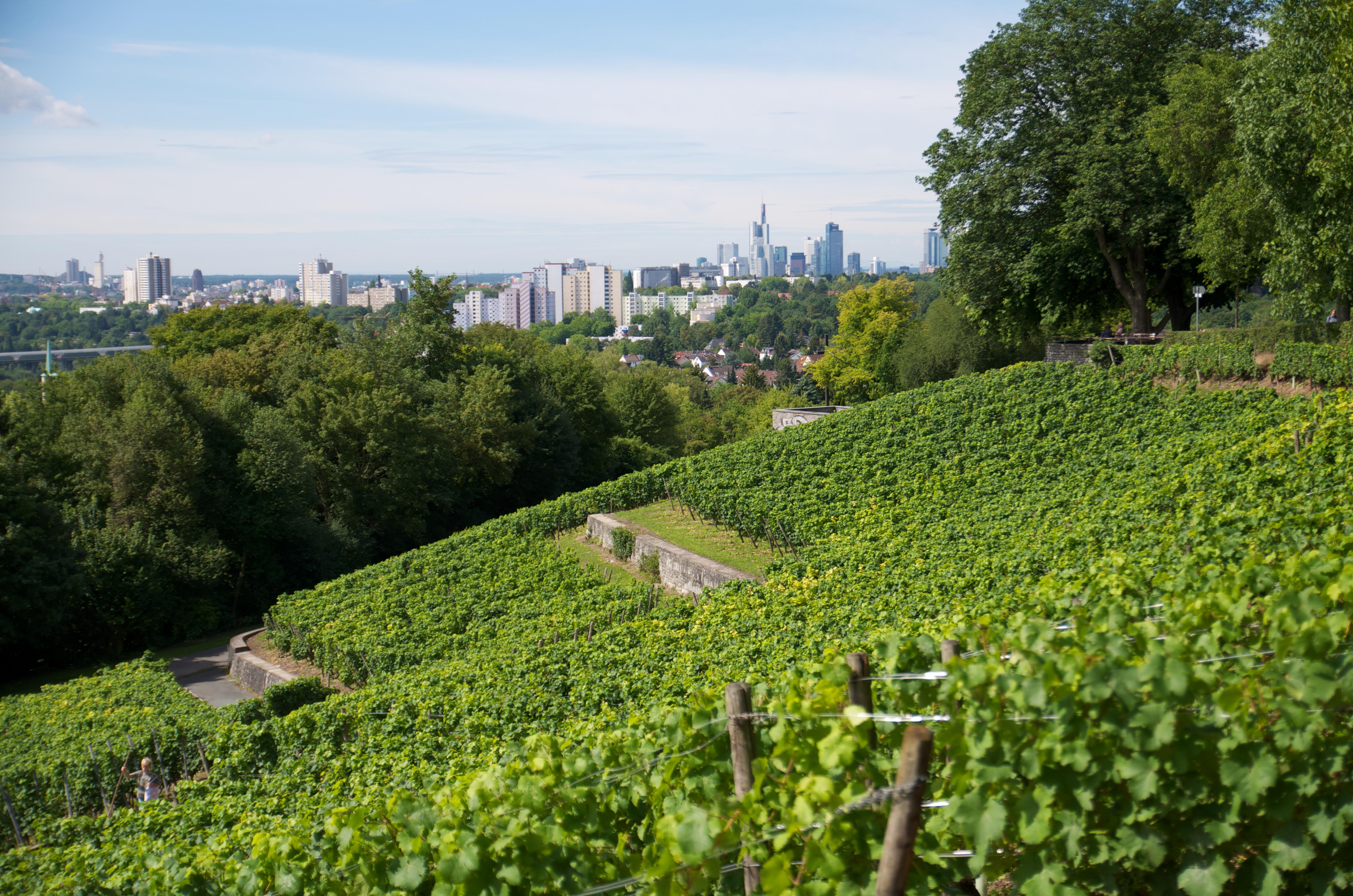
Blick über den Weinberg auf Seckbach, Bornheim, Sachsenhausen und die Innenstadt
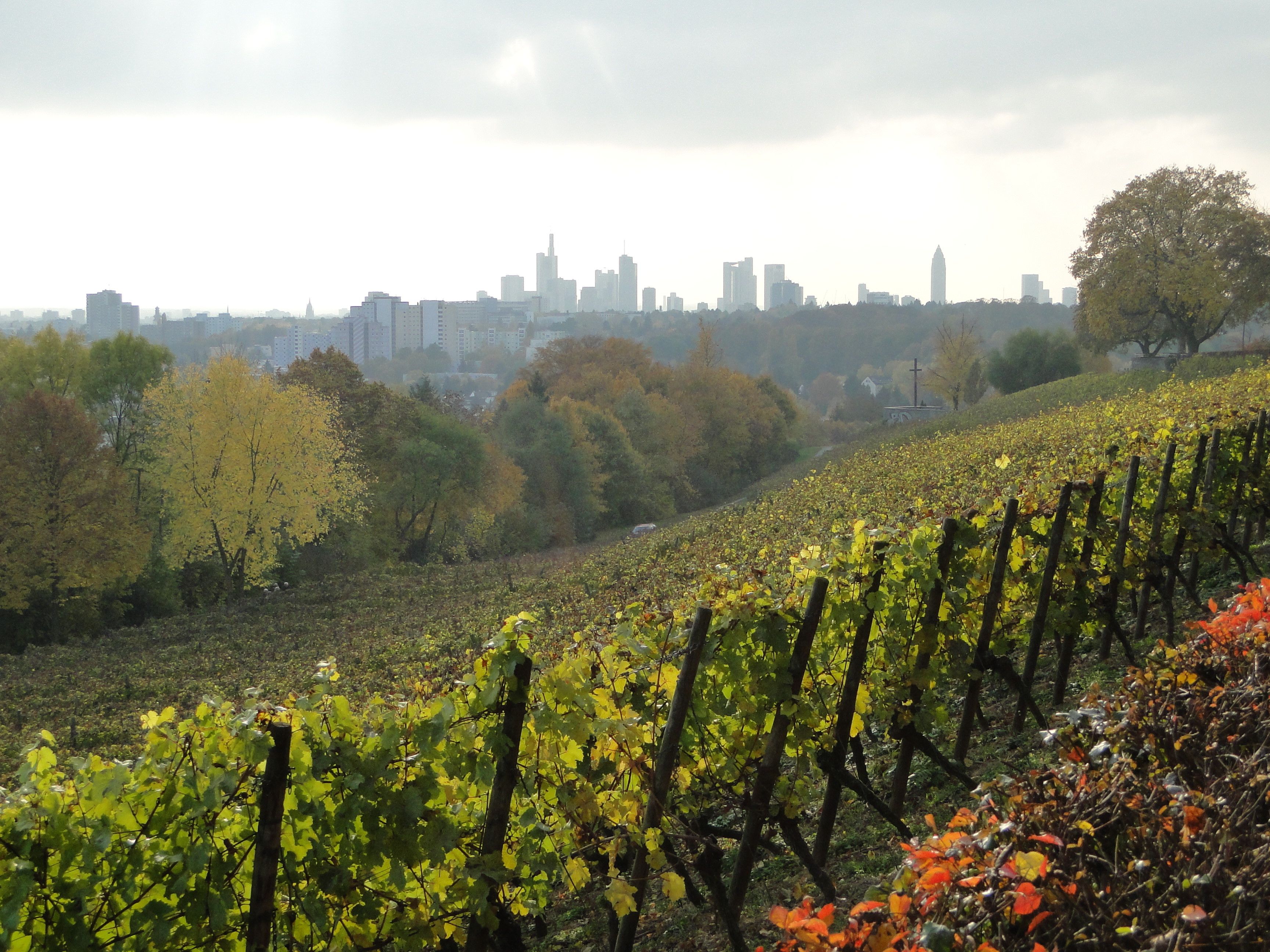
Kurz vor der Weinlese im Oktober 2009

## Geschichte
Der Weinbau ist für den Lohrberg schon seit dem Mittelalter belegt. Bei der zweiten urkundlichen Erwähnung Seckbachs (Seckibah) im Jahr 882 ist von drei Huben Land mit Weinbergen in Seckibah zu lesen. Allerdings reichte die Weinanbaufläche früher deutlich weiter, bis etwa zum ehemaligen Damm der Straßenbahnlinie 20 nach Bergen. Die frühe Existenz belegt beispielsweise auch eine alte Geleitskarte von 1575. Der noch heute erkennbare typische Parzellenzuschnitt aktueller Flurkarten verrät eine durch Erbteilung verursachte Anomalie. So wurden den ursprünglich rechteckigen Parzellen 1,5 Meter breite Parzellenabschnitte (eine bestimmte Anzahl von Weinstöcken) hinzugefügt oder weggenommen.
Die Weinbau-Lage Lohrberger Hang im Seckbacher Lohrpark gehört der Stadt Frankfurt am Main bereits seit dem Jahr 1803, obwohl Seckbach erst 1900 eingemeindet wurde. Anfang des 19. Jahrhunderts wurde der Winzerbetrieb mit seinen Gebäuden und Weinbauflächen säkularisiert. Er gehörte zuvor dem Frankfurter Karmeliterkloster. Früher überwachten Feldschützen, dass sich im Weinberg keine Unbefugten gütlich taten.

## Verkehrsanbindung
Die Hangbewegung zeigt sich innerhalb des Weinberges Lohrberger Hang an den Einfassungsmauern des querenden Spazierweges. Mit dem Kraftfahrzeug kommt man bei Einhaltung der StVO lediglich über die Friedberger Landstraße in Richtung Bad Vilbel und den Berger Weg auf den Lohrberg und zum Parkplatz des Lohrparkes. Mit dem öffentlichen Personennahverkehr (ÖPNV) kann man mit der RMV-Buslinie 43 bis zur Haltestelle Budge-Altenheim fahren. Von dort sind es etwa 10 Minuten ansteigender Fußweg bis in den Lohrpark. Alternativ nutzt man die RMV-Buslinien 30 oder 69 bis zur Haltestelle Heiligenstock. Bis zum Lohrpark sind es von dort auf überwiegend ebener Strecke entlang des von Feldern und Kleingärten gesäumten Berger Weges ebenfalls etwa 10 Minuten zu gehen.

## Literatur

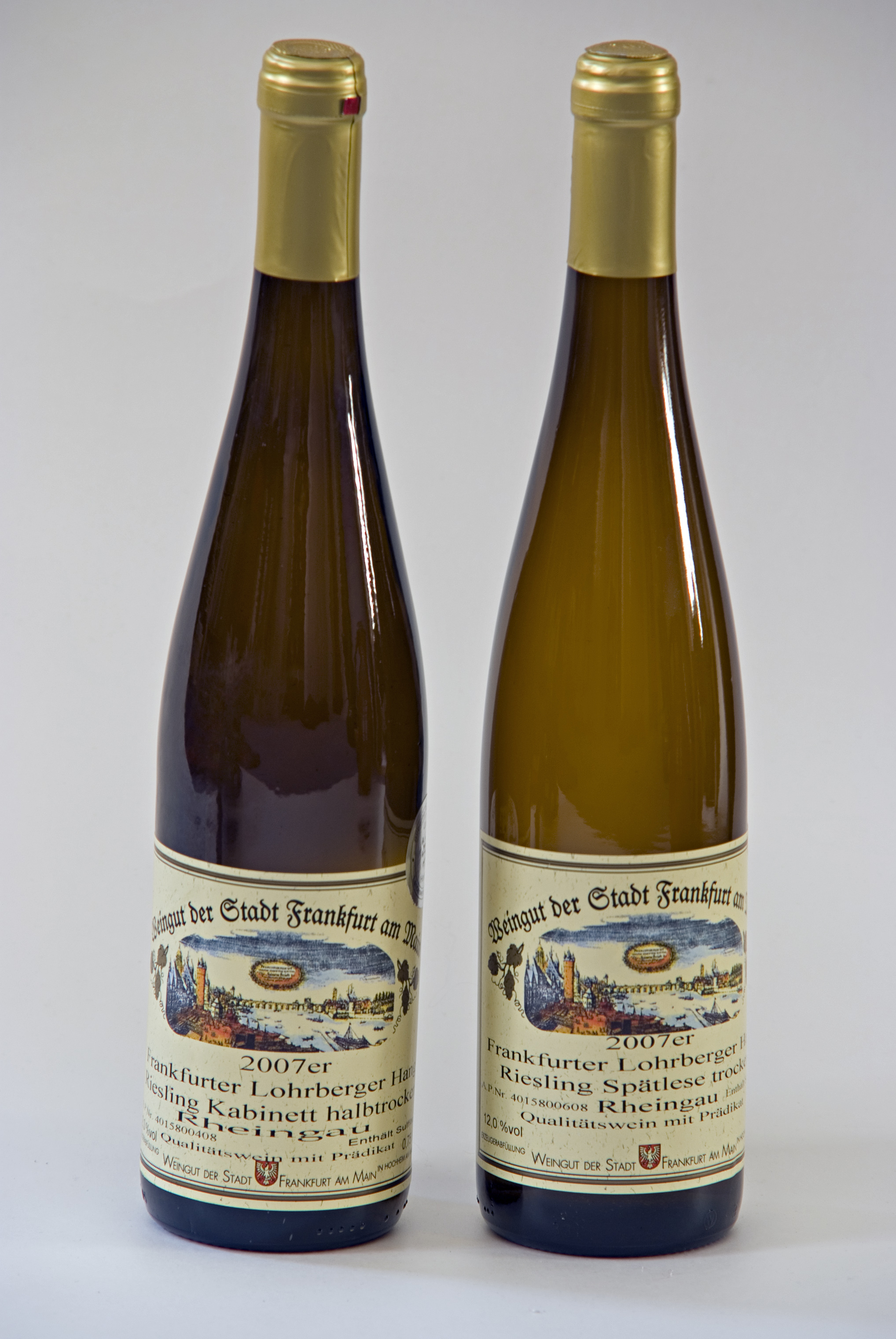
Frankfurter Lohrberger Hang, Riesling Kabinett halbtrocken und Riesling Spätlese trocken, Jg. 2007